# Franjo Hijacint Eterović
Franjo Hijacint Eterović (Pučišća, 4. listopada 1913. – Chicago, 1981.) je bio hrvatski enciklopedist, pisac, putopisac, kulturni djelatnik i filozof iz redova dominikanaca. 
Kad je preselio u SAD, izvori ga bilježe u obliku Francis Hyacint Eterovich.

## Životopis
Nakon rata zatekao se u Češkoj kao i Rajmund Kupareo. Odandje je pobjegao pred komunistima da bi se sklonio u Nizozemskoj. U Parizu na Sveučilištu La Saulchoir doktorira iz racionalnog bogoslovlja. 
Od 1948. do 1952. živi i djeluje u Madridu, gdje predaje na Dominikanskom učilištu. 
U izbjeglištvu je 1949. u Španjolskoj zajedno s Lukom Brajnovićem pokrenuo je duhovno-znanstvenu katoličku reviju Osobu i duh koja je sadržavala tekstove na više jezika. Eterović je bio ravnateljem. Revija je bila cijenjena po svojoj velikoj stručnoj razini. 
Već do kraja 1951. bio je u skupini hrvatskih intelektualaca koji su bili namještenici ili vanjski suradnici institucije Consejo Superior de Investigaciones Cientificas (Visoko vijeće za znanstvena istraživanja) u Madridu, a to su bili sociolog Anton Wurster, enciklopedist i slavist Pavao Tijan, muzikolog fra Branko Marić, pravnik Vladimir Vince i Eterović.
Eterović je bio 1952. sudionikom 35. međunarodnog euharistijskog kongresa u Barceloni, gdje je održao predavanje o vjerskim i povijesnim temama.
Te iste odlazi u SAD, gdje predaje na španjolskom sveučilištu u Albuquerqueu (New Mexico). Nakon toga biva predavač na Sveučilištu De Paul u Chicagu, gdje osniva Hrvatski kulturni centar. Preko Centra surađuje s Hrvatskom akademijom Amerike i nizom drugih kulturnih institucija. Objavljuje članke u časopisima Studia croatica (Buenos Aires) i Journal of Croatian Studies. S prof. Krstom Spalatinom zasniva zbornik na engleskom o hrvatskoj povijesti, kulturi i politici, od kojega je izišao samo jedan svezak 1964. pod naslovom Croatia: Land, People, Culture, u nakladi Sveučilišta u Torontu. Ostala dva sveska nisu objavljena jer je glavni organizator pothvata, otac Eterović, neočekivano i prerano preminuo. U povodu oboljenja kardinala Stepinca obratio se uime udruge Croatia Academica Catholica (Madrid) američkom državnom tajniku Dullesu s molbom da omogući posjet američkih liječnika kardinalu. Nakon te intervencije Stepinca je posjetio američki liječnik dr. John H. Lawrence, koji je potvrdio da se kardinalova bolest pogoršala zbog stresova pod kojima je morao živjeti u izgnanstvu u Krašiću. Liječnik dr. Duško Jelavić (Madrid) koristio se Lawrenceovim saznanjima za svoje intervencije u korist oboljeloga kardinala Stepinca.

## Djela
- Croatian culture: an ancyclopedic survey, 1958. (urednik izdanja zajedno s Christopherom Spalatinom, uvod Ivan Meštrović)
- Zapovijed ljubavi, 1960. (o moralnim i etičkim aspektima ljubavi s teološkog gledišta)
- Croatia: land, people, culture (urednik izdanja, suurednik Krsto Spalatin, predgovor napisao Ivan Meštrović, 1964.)
- Biographical directory of scholars, artists, and professionals of Croatian descent in the United States and Canada (autor i urednik), 1965.
- U klasičnoj grčkoj zemlji, 1968.
- Aloysius Cardinal Stepinac - a spiritual portrait, 1970.
- Croatia: land, people, culture (urednik izdanja), 1970. (2. izd.)
- Životni put Alojzija Stepinca, 1970.
- Approaches to natural law: from Plato to Kant, 1972.
- Okaljani hrvatski jezik, 1976.
- The Declaration of independence and the Croatian struggle for independence, 1978.
- Natrag prirodi: putopisi Europskim Sredozemljem te Sjevernom i Južnom Amerikom, 1979.